# Radioåret 2007

## Händelser

### Januari
- Januari - Sveriges Radio P3:s P3 Nyheter ersätter Dagens ekos sändningar under dagtid.

### Maj
- 15 maj - Styrelsen för Sveriges Radio utser Kerstin Brunnberg till ordinarie verkställande direktör fram till årsskiftet 2008-2009.

### Juni
- 13 juni - Sveriges Radio presenterar 2007 års Sommarpratare.[1]

## Radioprogram

### Sveriges Radio
- 11, 16, 23 och 30 januari - Kvartsfinaler i Vi i femman
- 1 december - Årets julkalender är Teskedsgumman, i repris från 1967 och 1997.[2]

## Avlidna
- 16 oktober – Ursula Richter, 75, svensk radioproducent (På minuten, Svar idag).

### Fotnoter
1. ↑   När Var Hur 2008. DN
2. ↑  ”2007, Teskedsgumman”. Sveriges Radio. http://sverigesradio.se/barn/julkalendrar/2007.stm. Läst 31 augusti 2015.